# Kövér Kristóf
Kövér Kristóf (Miskolc, 1996. november 11. –) magyar labdarúgó. A labdarúgás mellett két évig párhuzamosan vízilabdázott is.

## Pályafutása

### Fiatalon
Az MVSC-ben kezdte a pályafutását, majd tizenegy évesen Diósgyőrbe igazolt. Két éve Amerikában cserediákként a helyi középiskola csapatában ontotta a gólokat, majd visszatért Diósgyőrbe.

### DVTK
Pályára lépett már az első csapatban a Ligakupában három alkalommal és a Magyar Kupában egy alkalommal. 2015 ősszén a Haladás ellen a kispadra is leülhetett.

## Statisztika
2016. június 25-i állapotnak megfelelően.
| Klub             | Szezon           | Bajnokság | Bajnokság | Kupa     | Kupa  | Ligakupa | Ligakupa | Nemzetközi | Nemzetközi | Összesen | Összesen |
| Klub             | Szezon           | Mérkőzés  | Gólok     | Mérkőzés | Gólok | Mérkőzés | Gólok    | Mérkőzés   | Gólok      | Mérkőzés | Gólok    |
| ---------------- | ---------------- | --------- | --------- | -------- | ----- | -------- | -------- | ---------- | ---------- | -------- | -------- |
| Diósgyőri VTK    | 2014–15          | 0         | 0         | 0        | 0     | 3        | 0        | -          | -          | 3        | 0        |
| Diósgyőri VTK    | 2015–16          | 0         | 0         | 1        | 0     | 0        | 0        | -          | -          | 1        | 0        |
| Összesen         | Összesen         | 0         | 0         | 1        | 0     | 3        | 0        | 0          | 0          | 4        | 0        |
| Diósgyőri VTK-B  | 2015–16          | 31        | 5         | 0        | 0     | 0        | 0        | -          | -          | 31       | 5        |
| Összesen         | Összesen         | 31        | 5         | 0        | 0     | 0        | 0        | 0          | 0          | 31       | 5        |
| Karrier összesen | Karrier összesen | 22        | 0         | 1        | 0     | 3        | 0        | 0          | 0          | 35       | 5        |

## Sikerei, díjai

### Utánpótlás
- Honvéd:
  - Puskás–Suzuki-kupa: 2011